# Peter Chumba
Peter Chumba (ur. 20 grudnia 1968) – kenijski lekkoatleta specjalizujący się w biegach długodystansowych, dwukrotny mistrz świata juniorów z Aten (1986) w biegach na 5000 i 10000 metrów.

## Sukcesy sportowe
| Rok  | Miasto | Zawody                      | Konkurencja                    | Wynik       |
| ---- | ------ | --------------------------- | ------------------------------ | ----------- |
| 1986 | Ateny  | mistrzostwa świata juniorów | bieg na 5000 m bieg na 10000 m | złoty medal |

## Rekordy życiowe
| Dystans         | Wynik    | Miasto i data    |
| --------------- | -------- | ---------------- |
| bieg na 10000 m | 28:44,00 | Ateny 16/07/1986 |